# Irek Hajdarovics Zinnurov
Irek Hajdarovics Zinnurov, oroszul: Ирек Хайдарович Зиннуров (Jakutszk, 1969. január 11. –) olimpiai ezüstérmes orosz válogatott tatár származású vízilabdázó, edző.

## Pályafutása
1994 és 2004 között a Szpartak Volgográd, 2004 és 2009 között a kazanyi Szintez játékosa volt. A Szpartakkal négy, a Szintezzel egy orosz bajnoki címet szerzett.
A 2000-es sydney-i olimpián ezüst-, a 2004-es athénin bronzérmes lett az orosz válogatottal. A 2002-es belgrádi világkupán aranyérmes lett az együttessel.
2010-es visszavonulása után a Szintez alelnöke lett. 2011-ben a csapat vezetőedzője volt.

## Sikerei, díjai
- Olimpiai játékok
  - ezüstérmes: 2000, Sydney
  - bronzérmes: 2004, Athén
- Világkupa
  - aranyérmes: 2002, Belgrád
- Orosz bajnokság
  - bajnok: 1997, 1999, 2003, 2004 (a Szpartakkal), 2007 (a Szintezzel)